# فرانک باودن (بازیکن فوتبال)
فرانک باودن (انگلیسی: Frank Bowden؛ زادهٔ نوامبر ۱۹۰۴) بازیکن فوتبال اهل بریتانیا است.
از باشگاه‌هایی که در آن بازی کرده‌است می‌توان به باشگاه فوتبال چسترفیلد، باشگاه فوتبال کاونتری سیتی، باشگاه فوتبال کیدرمینستر هاریرس، باشگاه فوتبال بیرمنگام سیتی، و باشگاه فوتبال وستهام یونایتد اشاره کرد.